# Maurizio Baglini
Maurizio Baglini (Pise, 1975) est un pianiste italien.

## Biographie
Maurizio Baglini, à 24 ans, remporte le prix « World Music Piano Master » de Monte-Carlo. Il se produit ensuite dans toute l'Europe, en Amérique et en Asie, en tant que soliste ou en musique de chambre, dans les plus grandes salles de concerts, telles que le Teatro alla Scala de Milan, la Salle Gaveau à Paris, le Kennedy Center de Washington, l'Auditorium du Louvre, le Gasteig de Munich, etc.
Son répertoire est large et s'étend de William Byrd à la musique contemporaine, avec une attention particulière pour les romantiques Chopin, Liszt et Schumann. Il joue régulièrement en duo avec la violoncelliste Silvia Chiesa ; ils sont les dédicataires de pièces d’Azio Corghi, Nicola Campogrande et Gianluca Cascioli.
Depuis 2012, accompagné de l'artiste multimédia Giuseppe Andrea L'Abbate, il développe son projet « Piano Web », qui allie l'interprétation en concert de chefs-d'œuvre pour piano — comme le Carnaval de Schumann, les Tableaux d’une exposition de Moussorgski ou les Images de Debussy — avec un commentaire visuel projeté sur grand écran. Cette performance audiovisuelle tourne avec succès, notamment au Festival de La Roque-d'Anthéron en Provence, et en Italie, au Teatro Comunale de Carpi et au Teatro Comunale de Pordenone.
En 2005, Maurizio Baglini fonde et est le directeur artistique du Festival de piano d’Amiata. Depuis 2013, il dirige également le festival de danse et de musique du Teatro Comunale « Verdi » à Pordenone : en 2015, avec le soutien du ministère italien des activités culturelles pour le projet « Hommage à Pasolini », Maurizio a été nommé ambassadeur culturel de la région du Frioul-Vénétie Julienne.
Il donne régulièrement des Classes de maître à Fondi (Latina, « Musica InFondi ») et à l'Accademia Stauffer de Crémone.
Maurizio Baglini joue sur piano à queue Fazioli.

## Discographie
Maurizio Baglini enregistre pour Decca. Ses disques les plus récents ont reçu de grands éloges de la presse nationale et internationale. En 2011, il publie « Rêves », une collection des chefs-d'œuvre pour piano de Liszt (prix de l’Année Liszt en France). Il enregistre également, avec Silvia Chiesa, des sonates pour violoncelle et piano de Brahms et l’« Arpeggione » de Schubert ; et aussi « Carnaval » de Schumann. En 2014, il publie Domenico Scarlatti : In tempo di danza, et un coffret de deux disques, rassemblant l'ensemble des œuvres pour piano de Moussorgski. Un disque consacré à Schumann, porte sur le projet monographique qui a débuté avec Carnaval et une autre gravure avec Silvia Chiesa, de l'intégrale des œuvres pour piano et violoncelle de Serge Rachmaninoff.
Soliste
- Chopin, Études (26-28 janvier 2000, Phoenix Classics PH 00621) (OCLC 435423582)
- Bach-Busoni, transcriptions (15-17 décembre 2008, Tudor) (OCLC 728260892)
- Ringger, Œuvres pour piano (2008, Tudor) (OCLC 647806525)
- Rêves : Liszt (2011, Decca) (OCLC 741701180)
- Carnaval : Schumann, Variations Abegg, Papillons, Carnaval, Faschingsschwank aus Wien (27 mai 2012, Decca) (OCLC 840437822)
- Scarlatti, Sonates pour clavier K 90, 159, 162, 173, 319, 371, 380, 383, 437, 439, 443, 447, 460, 466, 515, 545 (6-7 juin 2013, Decca 481 0797) (OCLC 894369126)

Musique de chambre
- Saint-Saëns, Sonate pour violoncelle - Silvia Chiesa, violoncelle (Amadeus no 223) (OCLC 732435856)
- Fauré, Quatuors avec piano - Gabriele Pieranunzu, violon ; Francesco Fiore, alto ; Shana Downes, violoncelle (Amadeus AM 195-2) (OCLC 778812110)
- Rachmaninoff, Œuvres pour violoncelle - Silvia Chiesa, violoncelle () (OCLC )